# Włodzimierz Dziekoński
Włodzimierz Mateusz Dziekoński (ur. 21 września 1886 w Stryju, zm. 21 listopada 1966 w Szczecinie) – inżynier, kolejarz, działacz związkowy, poseł na Sejm V kadencji, menadżer kolejowy, wykładowca wyższej uczelni.

## Życiorys
Syn Michała, pracownika kolei i Eugenii z Meltzerów. Absolwent gimnazjum w Stanisławowie (1903) oraz Politechniki Lwowskiej (1909).
Kariera zawodowa obejmuje m.in. pracę w Dyrekcji Kolei Państwowych w Stanisławowie (1909–1915), na kolei alpejskiej w Karyntii (1915), oraz przy odbudowie kolei na terenie Galicji (1915–1918). W okresie międzywojennym pełnił szereg funkcji kierowniczych w DOKP w Stanisławowie oraz w Poznaniu (1929–1934). W latach 1935–1939 pełnił funkcję prezesa Zjednoczenia Kolejowców Polskich, podczas pełnienia której był też posłem V kadencji (1938–1939).
Po II wojnie światowej odbudowywał kolej na Pomorzu Zachodnim, m.in. jako wicedyrektor DOKP w Szczecinie, oraz dyrektor Szczecińskiej Dyrekcji Odbudowy (1947–1949). W latach 1949–1961 był wykładowcą Szkoły Inżynierskiej w Szczecinie, na bazie której w 1955 utworzono Politechnikę Szczecińską.
Jego żoną, od 12 czerwca 1913, była Zofia Matylda ze Stańkowskich (ur. 1893), działaczka organizacji kobiecych; małżeństwo było bezdzietne.

## Ordery i odznaczenia
- Krzyż Oficerski Orderu Odrodzenia Polski (1959)[2]
- Krzyż Kawalerski Orderu Odrodzenia Polski (1923)[2][3][4]
- Złoty Krzyż Zasługi (trzykrotnie: 1929, 13 maja 1933[5] i 20 lipca 1946[6])[2]
- Medal Niepodległości (6 czerwca 1931)[7]
- Złota Odznaka Honorowa L.O.P.P. I stopnia[1]
- Wielki Oficer Orderu Zasługi Cywilnej (Bułgaria)[2]